# Гемасский бой
Гемасский бой (англ. Battle of Gemas) — часть более крупного сражения за Муар, состоявшаяся во время Малайской операции Второй мировой войны. Сражение произошло 14 января 1942 года у моста Геменче при Гемасе. Японская 5-я дивизия потеряла около 1 000 человек убитыми или ранеными.

## Ход боя
2/30-му батальону австралийской армии под командованием подполковника Фредерика Галлехана было приказано устроить засаду на главной дороге, в 11 км к западу от Гемаса, в надежде предотвратить дальнейшее японское продвижение на юг. Батальон расположился у деревянного моста через реку Сунгей Геменче, который соединял Гемас с соседним, более крупным городом Тампин. Впоследствии из 2/30-го батальона была выделена одна рота, её отправили на другую позицию, в пяти километрах от общих сил.
Японцы были в Тампине; чтобы попасть в Гемас, им нужно было перейти через мост. Как только на мосту оказались японцы, а многие из них были на велосипедах — мост был взорван и австралийцы открыли огонь из пулемётов и винтовок, стали забрасывать японские войска гранатами. Дезмонд Даффи, командующий операцией, не смог направить сообщение в штаб, чтобы вызвать огонь артиллерии на подходящие японские силы, потому спустя 20 минут, когда боеприпасы стали заканчиваться, а японцы уже теснили позиции австралийцев, было решено покинуть позиции.

## Последствия
Бои у Гемаса продолжались ещё два дня, австралийцы смогли уничтожить шесть из восьми японских танков. Битва закончилась, когда австралийцы покинули город, отступив в направлении Форта-Роуза. По словам Култхарда-Кларка, общие потери японцев составили более 1000 человек, австралийцы потеряли менее сотни. Аллен Уоррен говорит о 70 убитых и 57 раненых в завязавшемся бою.
Несмотря на тактическую победу в Гемасе, а также ожесточённое сопротивление, оказанное японцам 22-й австралийской бригадой позже в Бакри, австралийские войска в конечном итоге отступили к Муару, а японское наступление на полуострове лишь временно замедлилось.

## Документальный фильм
Сражение считалось частью более крупной битвы за Муар, пока не увидел свет документальный фильм о Гемасском сражении.